# 스발바르 제도

스발바르 제도의 비공식 기

스발바르 제도(노르웨이어: Svalbard, 문화어: 쓰발바르드 제도)는 노르웨이 영토로 유럽 대륙의 북부, 대서양에 위치한 군도이다. 노르웨이와 북극점의 중간에 자리한다. 북위 74°~81°, 동경 10°~35° 사이 여러 섬으로 이루어졌다. 노르웨이 왕국의 영토로 가장 큰 섬은 스피츠베르겐섬이며, 그 뒤를 이어 노르아우스틀라네섬과 에드게외위아섬이 두 번째와 세 번째로 넓은 섬이다. 수도는 롱이어비엔이며, 그 외의 정착지는 바렌츠부르크의 러시아인 탄광촌, 니알슨의 연구 기지, 스베아그루바의 탄광촌 등이 있다. 정치는 노르웨이에서 파견한 총독이 관리한다. 대한민국의 다산과학기지가 위치한다.
스발바르 제도는 17, 18세기에 고래잡이 기지로 처음 이용하였고, 후에 버려졌다. 20세기 초에 석탄 채광을 시작했고, 몇몇 정착지가 생겨났다. 1920년, 스발바르 조약으로 노르웨이는 스발바르 제도의 자치권을 얻었고, 1925년 스발바르 법으로 스발바르 제도는 완전히 노르웨이 땅이 되었다. 또한, 스발바르 법으로 스발바르 제도는 경제특구, 비무장 지대가 되었다. 노르웨이의 스토레 노르스케와 러시아의 아르크티쿠골만이 이 제도에 남은 채굴 회사이다. 연구와 관광이 추가적인 중요 산업이 되었다. 정착지를 이어주는 도로는 없다. 대신, 스노모빌, 항공기, 배 등이 정착지 사이를 이어주는 역할을 한다.
스피츠베르겐섬, 비에르뇌위아섬, 호펜섬의 세 섬만이 유인도로, 가장 인구가 많은 마을은 롱이어비엔이다. 탄전(炭田)을 개발하여 1년 산출량은 50만 t이다. 육지의 태반은 빙하로 덮혔고 여름과 겨울 3개월은 밤낮 구별이 없다.

## 지리

스발바르 제도는 북위 74°~81°, 동경 10°~35° 사이의 대서양의 섬들로 이루어졌다. 전체 넓이는 61,022 km2로, 약 60%가 빙하로 덮혔다. 스피츠베르겐섬(37,673 km2), 노르아우스틀라네섬(14,443 km2), 에드게외위아섬(5074 km2)의 세 섬을 중심으로 바렌트쇠위아섬(1,288 km2), 크비퇴위아섬(682 km2), 프린스칼스폴란섬(615 km2), 콩쇠위아섬(191 km2), 비에르뇌위아섬(178 km2), 스벤스쇠위아섬(137 km2), 빌헬뫼위아섬(120 km2)을 비롯한 여러 섬(621 km2)으로 이루어졌다.

## 주민
스발바르 제도에 약 2,800명의 주민이 거주한다. 60%이상의 주민이 노르웨이인이지만, 40%는 러시아인과 벨라루스인, 우크라이나인이다. 이 지역 공용어는 노르웨이어이다. 러시아어는 러시아인이 거주하는 지역에서 쓴다. 예전에 러시아노르웨이어라는 노르웨이어와 러시아어가 혼합된 언어도 사용하였다.
스발바르 제도 규정상 스발바르 내에 직업이 있어야 이 섬에서 거주하며, 직업을 그만둔 당일 이내에 섬을 떠나야 한다. 또한 노르웨이 영토이지만 스발바르 제도에 10년 이상 거주해도 노르웨이 영주권을 취득하지 못한다.

## 주요 도시
- 바렌츠부르크(노르웨이어: Barentsburg, 러시아어: Баренцбург)
- 비에르뇌위아(노르웨이어: Bjørnøya)
- 그루만트(노르웨이어: Grumant, 러시아어: Грумант)
- 이스피오르드라디오(노르웨이어: Isfjord radio)
- 롱이어비엔(노르웨이어: Longyearbyen)
- 뉘올레순(노르웨이어: Ny-Ålesund)
- 피라미덴(노르웨이어: Pyramiden, 러시아어: Пирамида)
- 스메이렌뷔르흐(노르웨이어: Smeerenburg)
- 스베아그루바(노르웨이어: Sveagruva)

## 사진

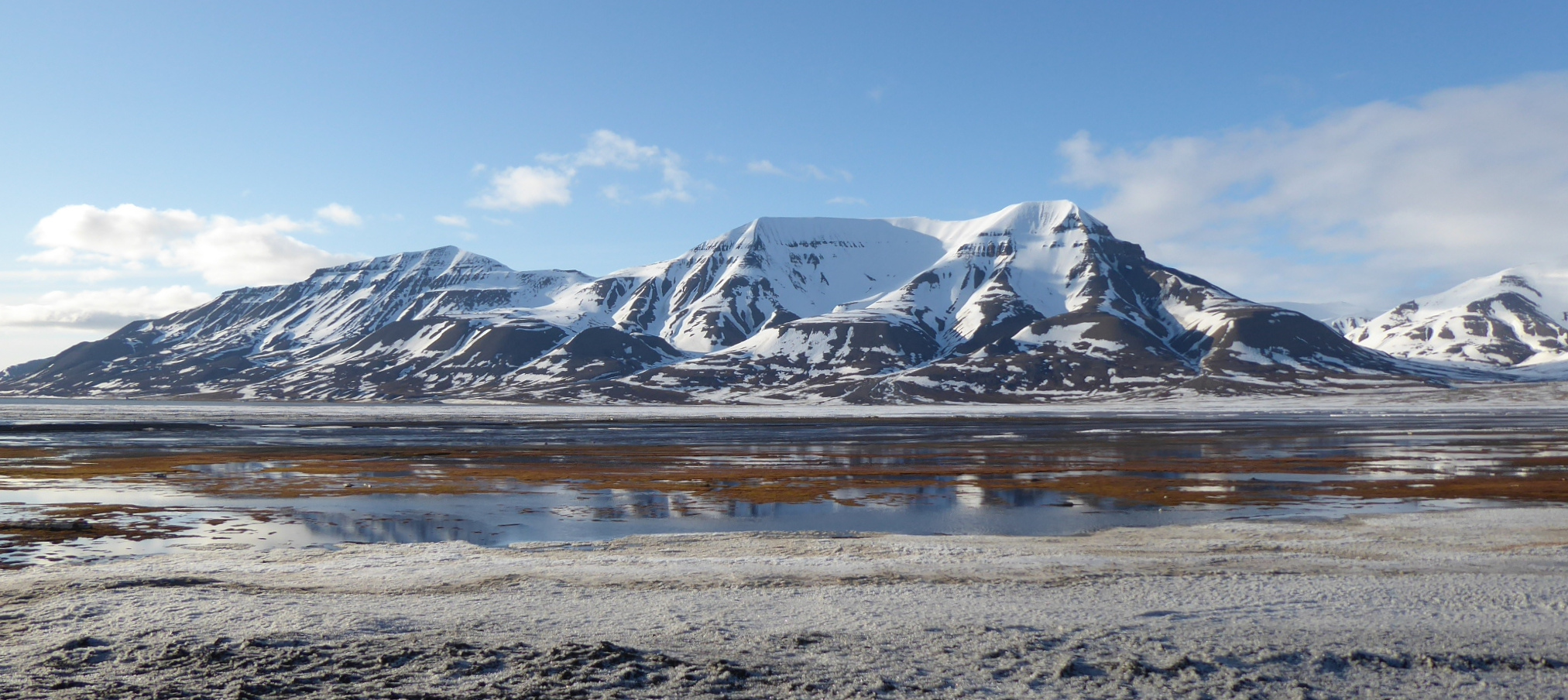
롱이어비엔 바로 북쪽, 아드벤트피오르드에 있는 아드벤트토펜 산과 히오르트펠렛 산.
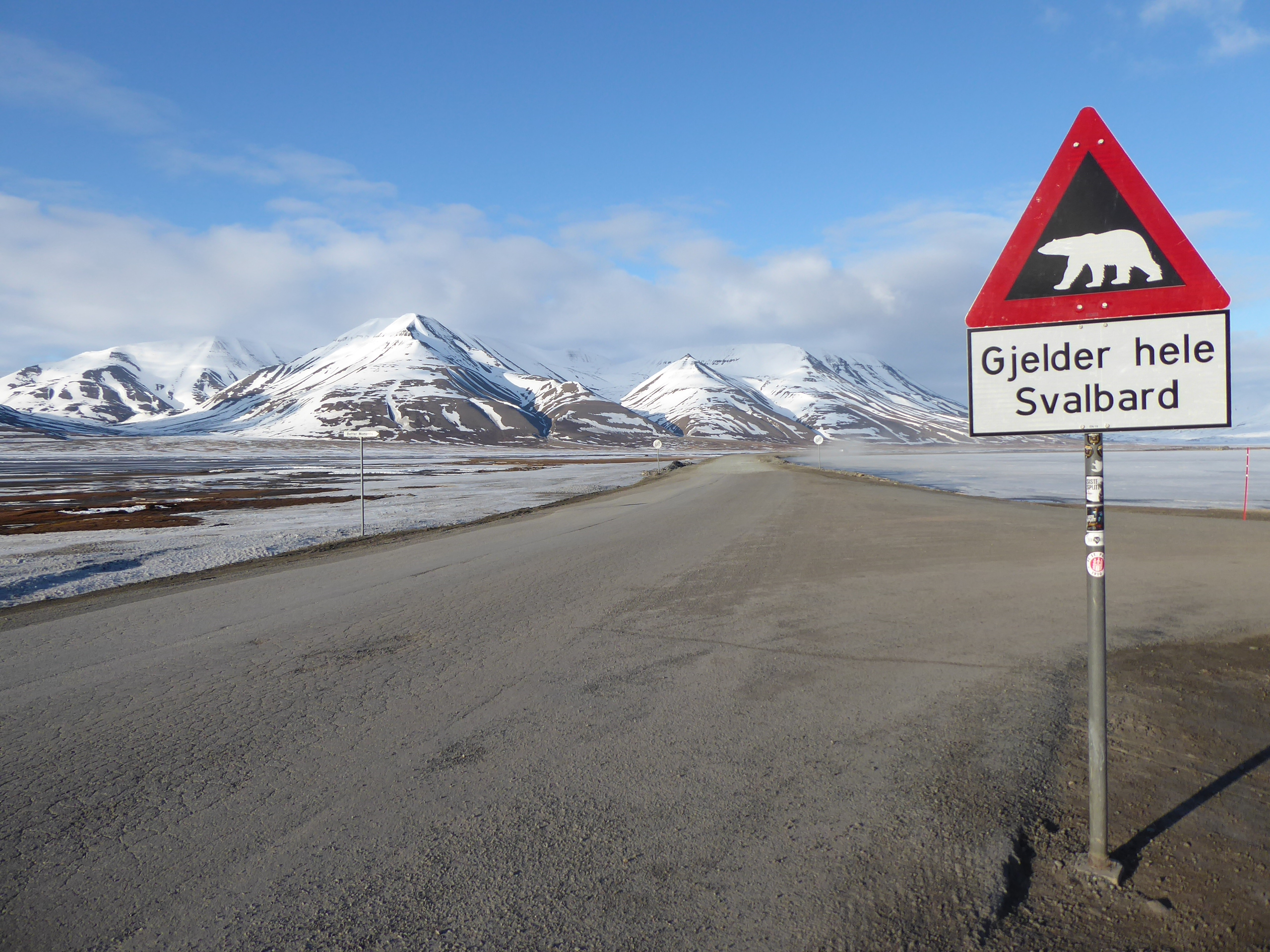
롱이어비엔 북동쪽 국경에 있는 북극곰 경고 표지판
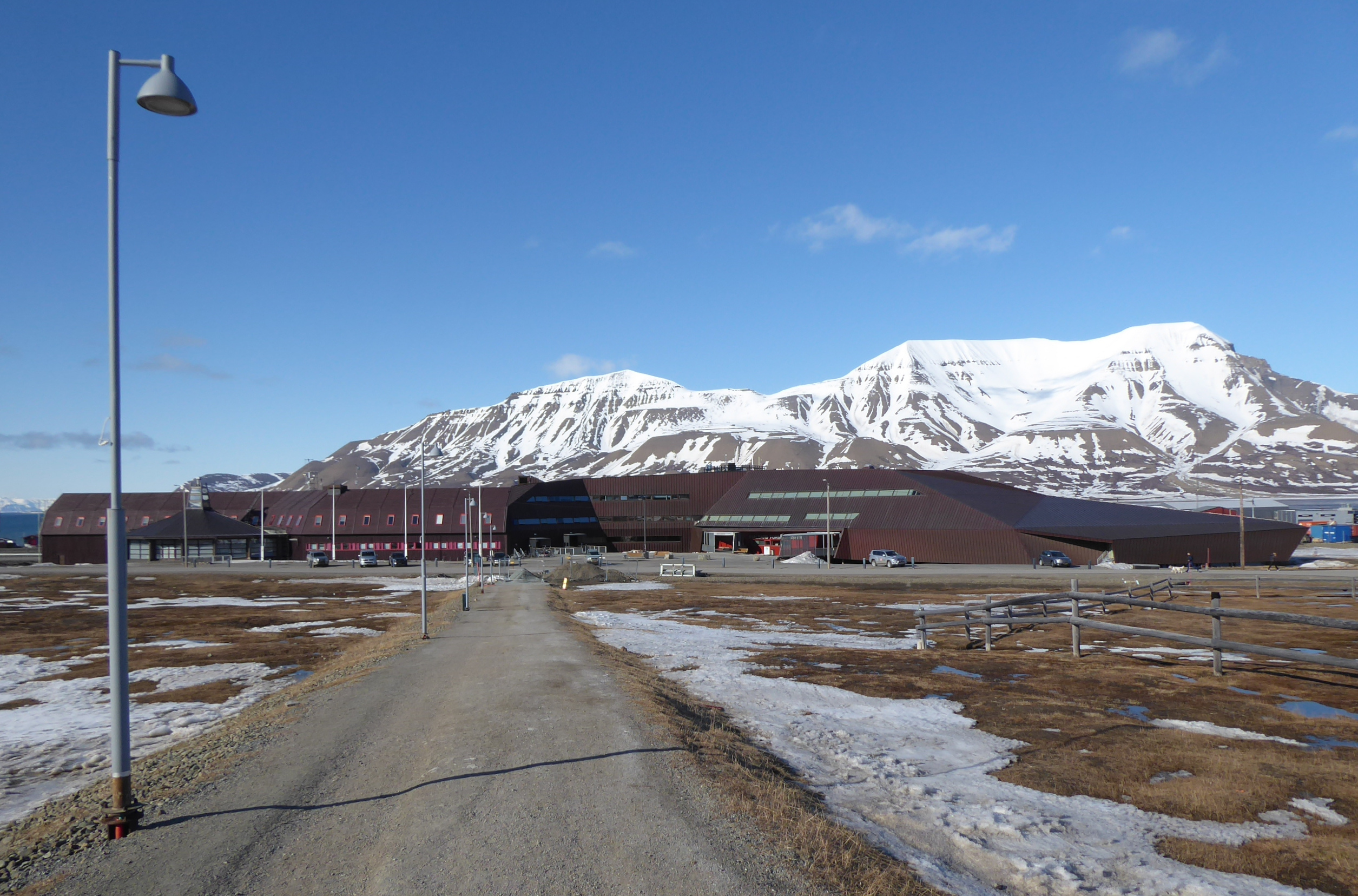
스발바르 대학 센터(UNIS)

## 같이 보기
- 부베섬
- 그린란드